# Laura La Plante
Laura La Plante (San Luis, 1 de noviembre de 1904-Los Ángeles, 14 de octubre de 1996) fue una actriz estadounidense que cosechó sus mayores éxitos trabajando en el cine mudo. 

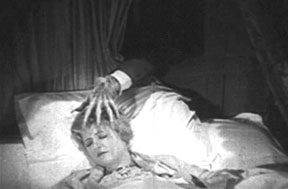
Fotograma de la película de 1927 El legado tenebroso.

## Inicios
La Plante debutó en la interpretación a los 15 años de edad, y en 1923 fue nombrada como una de las WAMPAS Baby Stars. A lo largo de los años veinte actuó en más de sesenta películas. Entre sus primeras interpretaciones destacan Big Town Round-Up (1921), con la estrella cowboy Tom Mix, el serial Perils of the Yukon (1922) y Around the World in 18 Days (1923). 
La mayoría de sus filmes (de 1921 a 1931) fueron rodados para Universal Pictures. Durante este periodo fue la estrella más popular del estudio, "un logro únicamente conseguido por Deanna Durbin años más tarde." Su película más recordada es probablemente el clásico mudo El legado tenebroso (The Cat and the Canary) (1927), aunque también consiguió alabanzas por Skinner's Dress Suit (1926), con Reginald Denny, la parcialmente hablada The Love Trap (La trampa amorosa) (1929), dirigida por William Wyler y la versión parcialmente sonora de Show Boat (Show Boat – Teatro flotante) (1929), adaptada de la novela homónima de Edna Ferber. Aunque esta última película fue una adaptación de la novela y no del famoso musical en el que estaba basada, se incluyeron algunas canciones del mismo a fin de atraer más público. La Plante, sin embargo, realmente no cantó en la película; sus canciones fueron dobladas por Eva Olivetti, siendo esta una de las primeras ocasiones en que se llevó a cabo un doblaje de este tipo en el cine. Bastante inusual en su momento, una escena de La Plante en Show Boat fue transmitida en la primitiva televisión británica.

## Cine sonoro
La llegada del cine sonoro acortó su carrera. Sin haber cumplido todavía los treinta años, La Plante demostró bastante naturalidad y una atractiva presencia en los primeros títulos hablados pero la gran cantidad de nuevas estrellas en aquellos años la eclipsó. Su última actuación para la Universal fue en el extravagante musical en Technicolor King of Jazz (El rey de jazz) (1930). Durante un tiempo fue una actriz independiente, trabajando en The Matrimonial Bed (Warner Bros., 1931), dirigida por Michael Curtiz, junto a Frank Fay, y Arizona (Columbia Pictures, 1931), con un joven John Wayne.

## Últimos años
La Plante posteriormente fue a Inglaterra, donde actuó en varias películas, incluyendo Man of the Moment (1934), con Douglas Fairbanks Jr.. Se pensó en La Plante para reemplazar a Myrna Loy en la serie de filmes The Thin Man (La cena de los acusados), al considerar Loy la posibilidad de abandonar la serie. Finalmente Loy continuó en la misma con el papel de "Nora Charles" [cita requerida], y la carrera de La Plante ya no se recuperó. 
Se retiró de la pantalla en 1934, actuando solamente en dos filmes posteriores, siendo Spring Reunion (1957) el último. Su hermana, la actriz Violet La Plante, nunca consiguió la fama de Laura pero, al igual que ella, fue nombrada "WAMPAS Baby Star", aunque su título lo obtuvo en 1925. A mediados de los años cincuenta, Laura La Plante intervino como invitada (y como ella misma) en el programa de Groucho Marx You Bet Your Life. 
Estuvo casada con el cineasta William A. Seiter desde 1926 hasta 1934, año en que se divorciaron. Ese mismo año se casó con el también cineasta Irving Asher. Permanecieron casados hasta el fallecimiento de él en 1985. Tuvieron dos hijos. La Plante falleció en Woodland Hills (Los Ángeles), California, a causa de una enfermedad de Alzheimer, a los 91 años de edad. Fue incinerada y las cenizas esparcidas en el mar.